# Arturo Michelena
Arturo Michelena est un peintre vénézuélien né à Valencia le 16 juin 1863 et mort à Caracas le 29 juillet 1898. Il est un spécialiste de scènes historiques.

## Biographie
Il commence à peindre dès son jeune âge encouragé par son père. Il se rend à Paris étudier à la renommée Académie Julian. Il est l'un des premiers Vénézuéliens à avoir du succès outre-mer avec Cristóbal Rojas et Martín Tovar y Tovar.
Il est enterré au Panthéon national du Venezuela.

## L'œuvre
Son premier grand succès arrive à Paris au Salon des artistes français en 1887. Encouragé par son professeur Jean-Paul Laurens, Michelena présente une toile intitulée L'Enfant Malade (El Niño Enfermo) qui lui vaut la médaille d'or, deuxième classe, la plus haute distinction qu'un artiste étranger peut recevoir au Salon. Le tableau est rapidement considéré comme un chef-d'œuvre et est acquise par la famille Astor de New York.

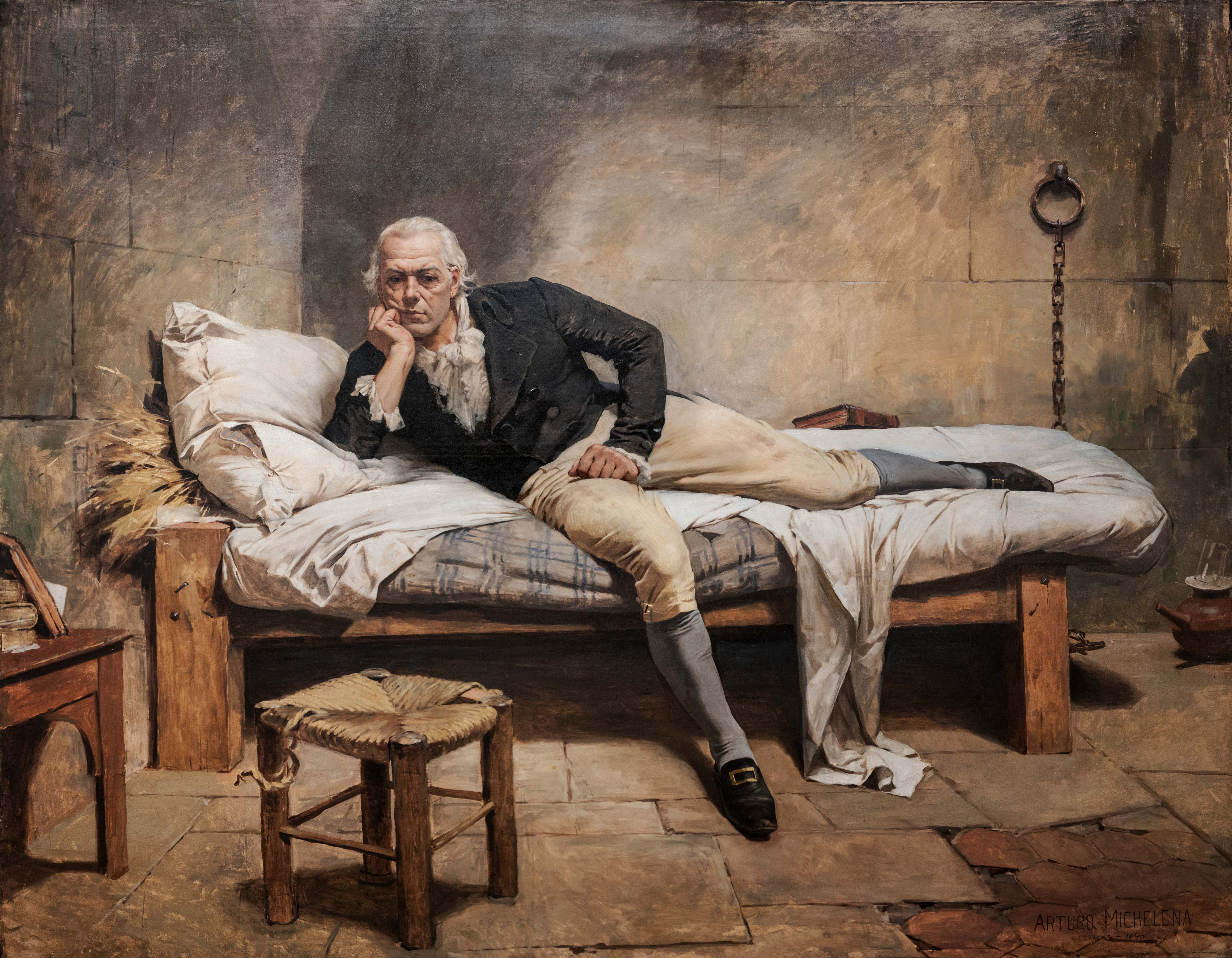
Miranda en La Carraca, Francisco de Miranda en la Carraca, 1896.
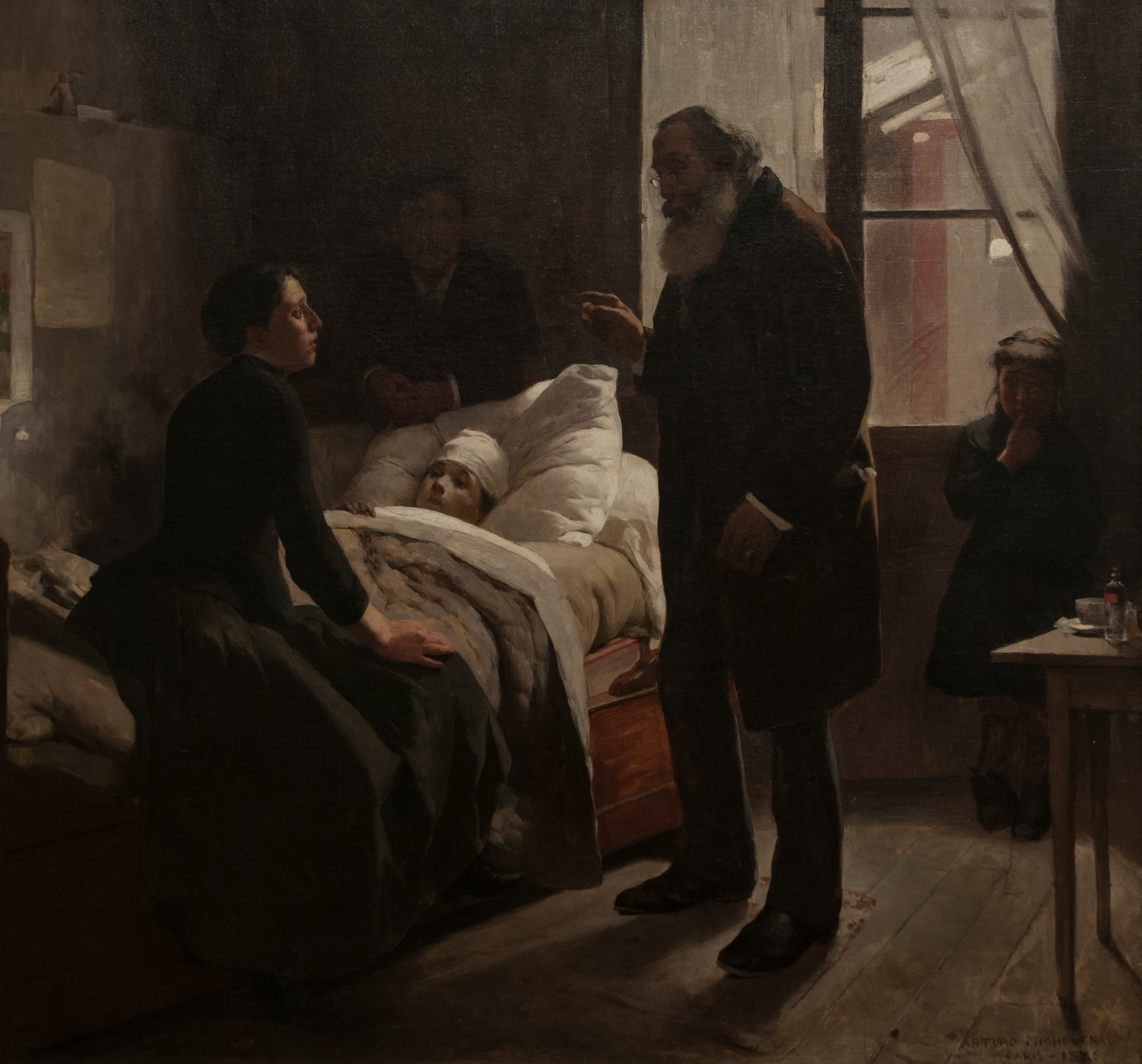
El niño enfermo, 1886.
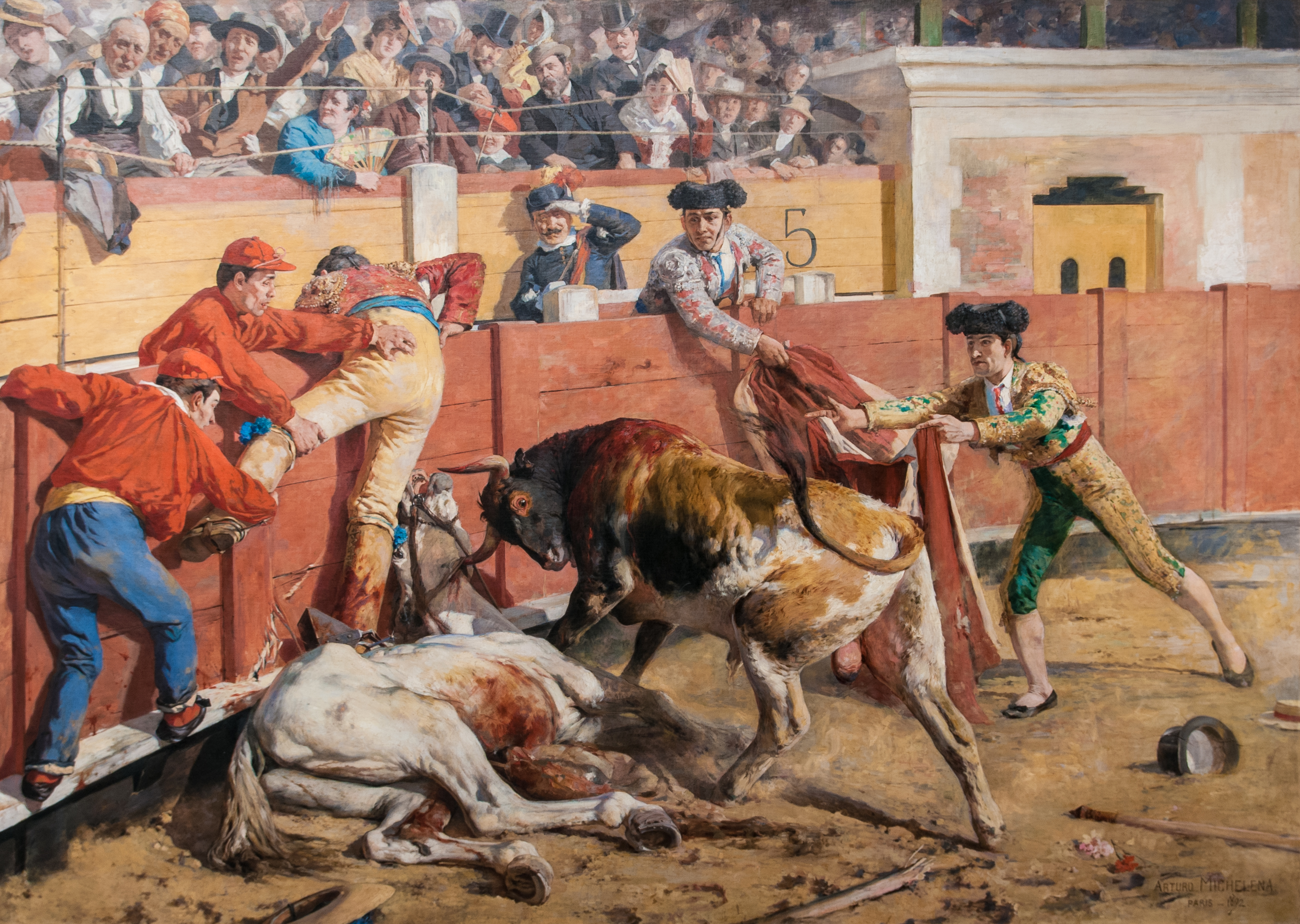
La vara rota, 1892.
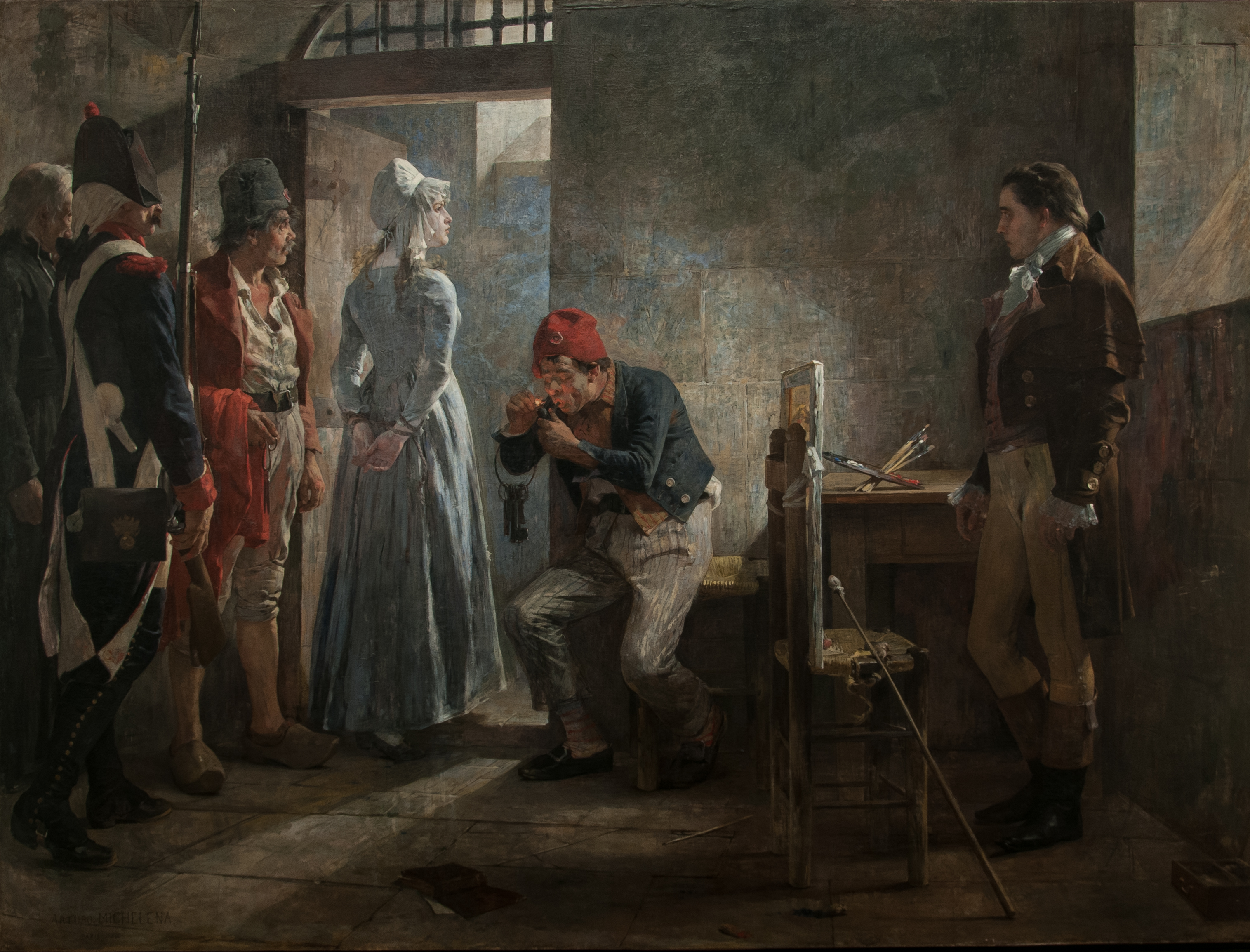
Charlotte Corday, 1899.
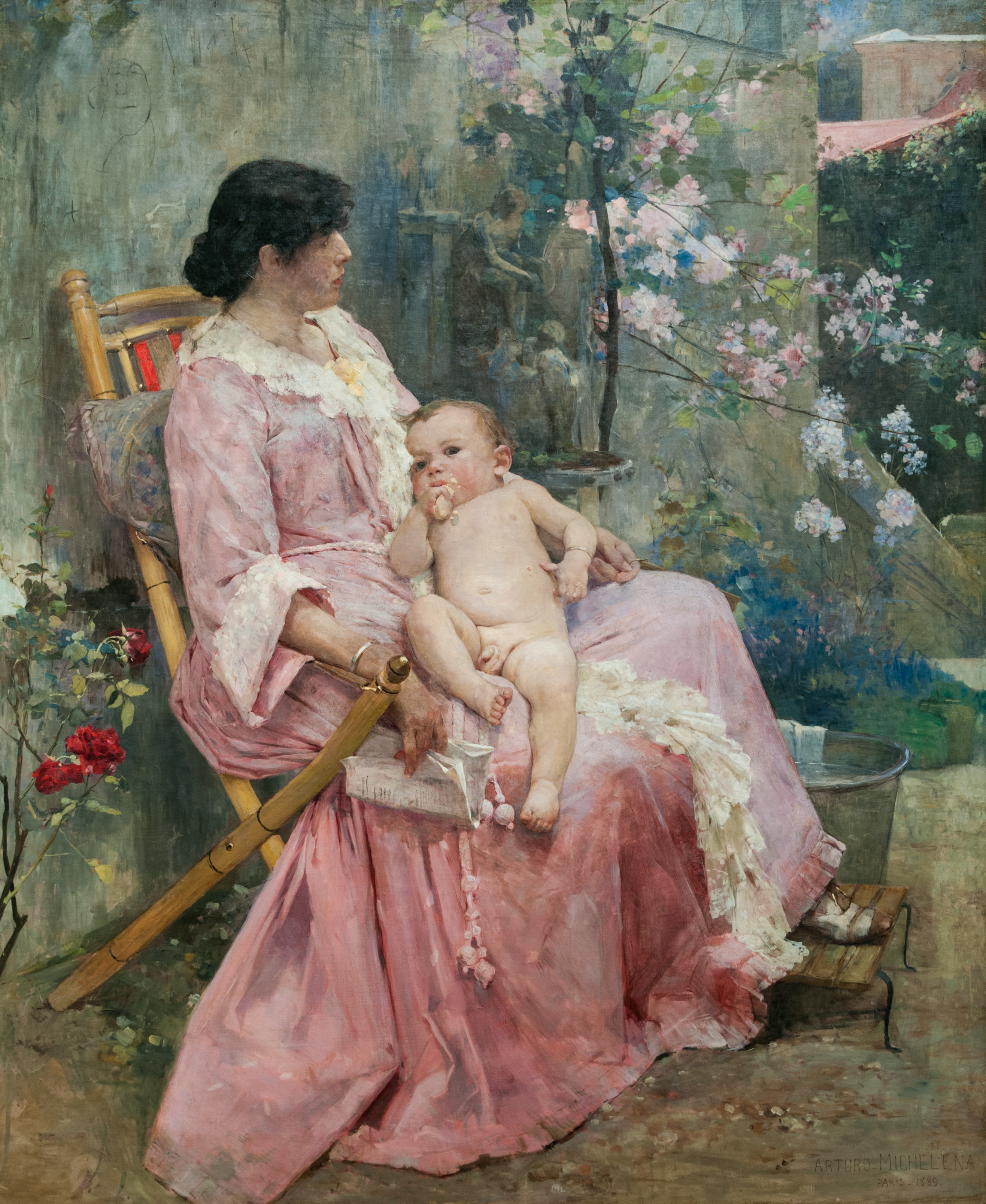
La Joven Madre, 1889.
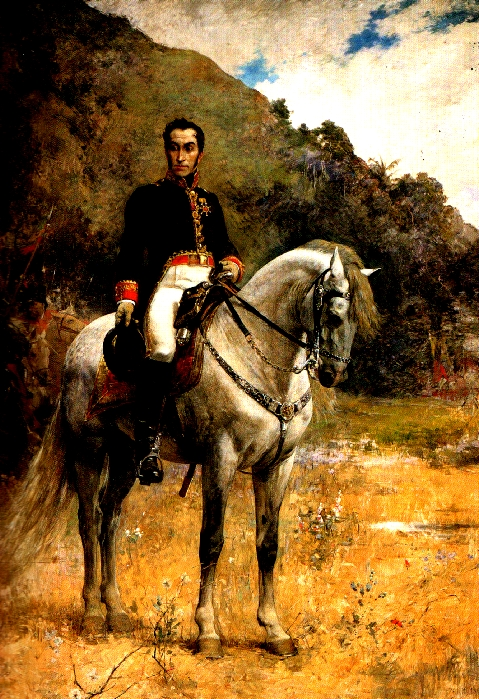
Retrato ecuestre de Bolívar, 1888.
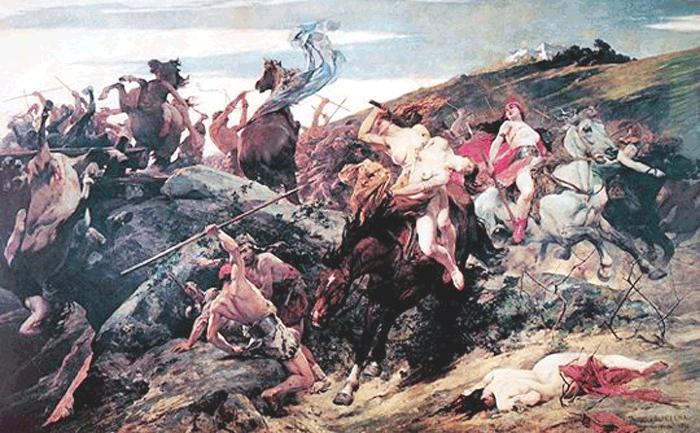
Pentesilea, 1891.
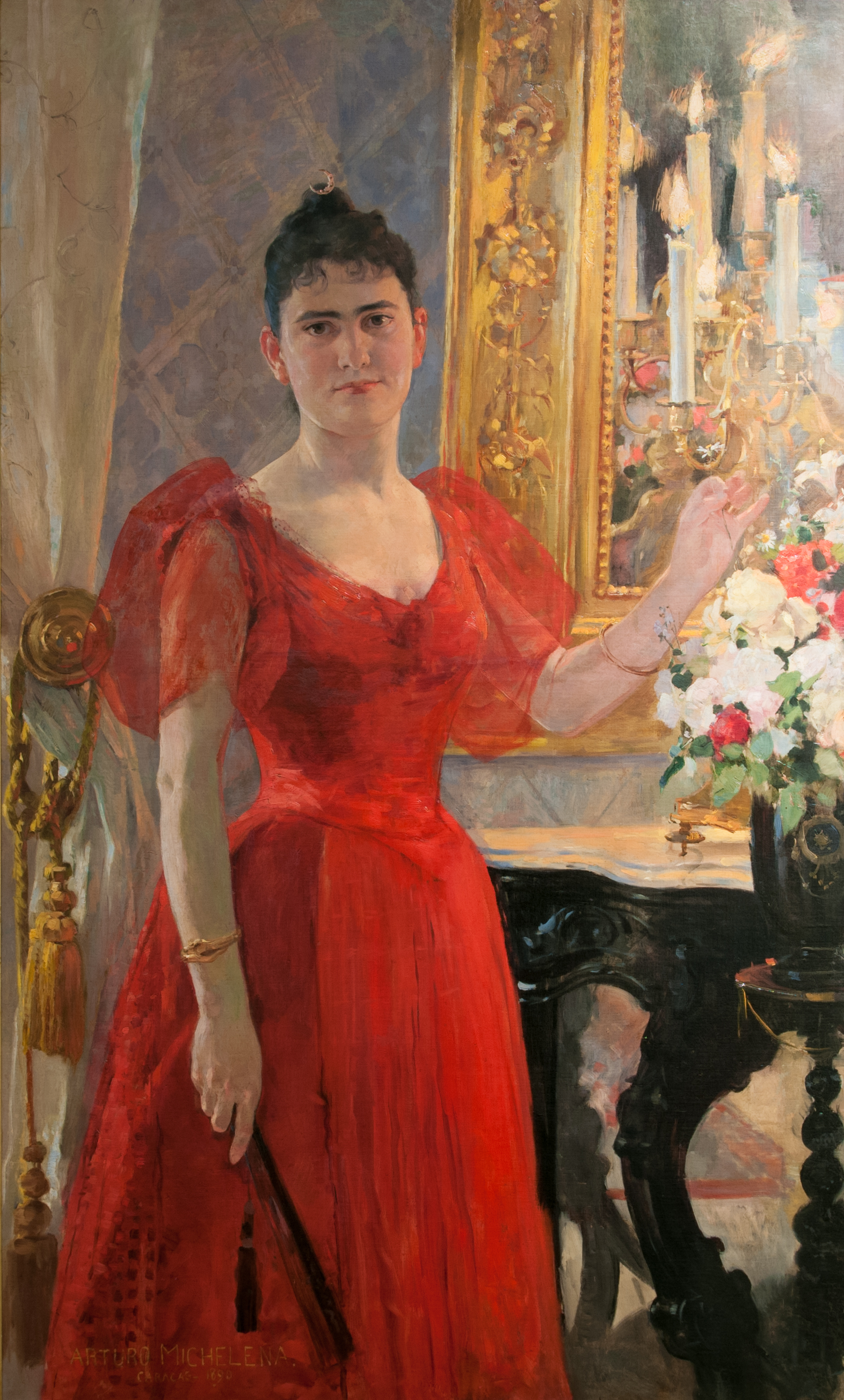
Lastenia Tello de Michelena, 1890.
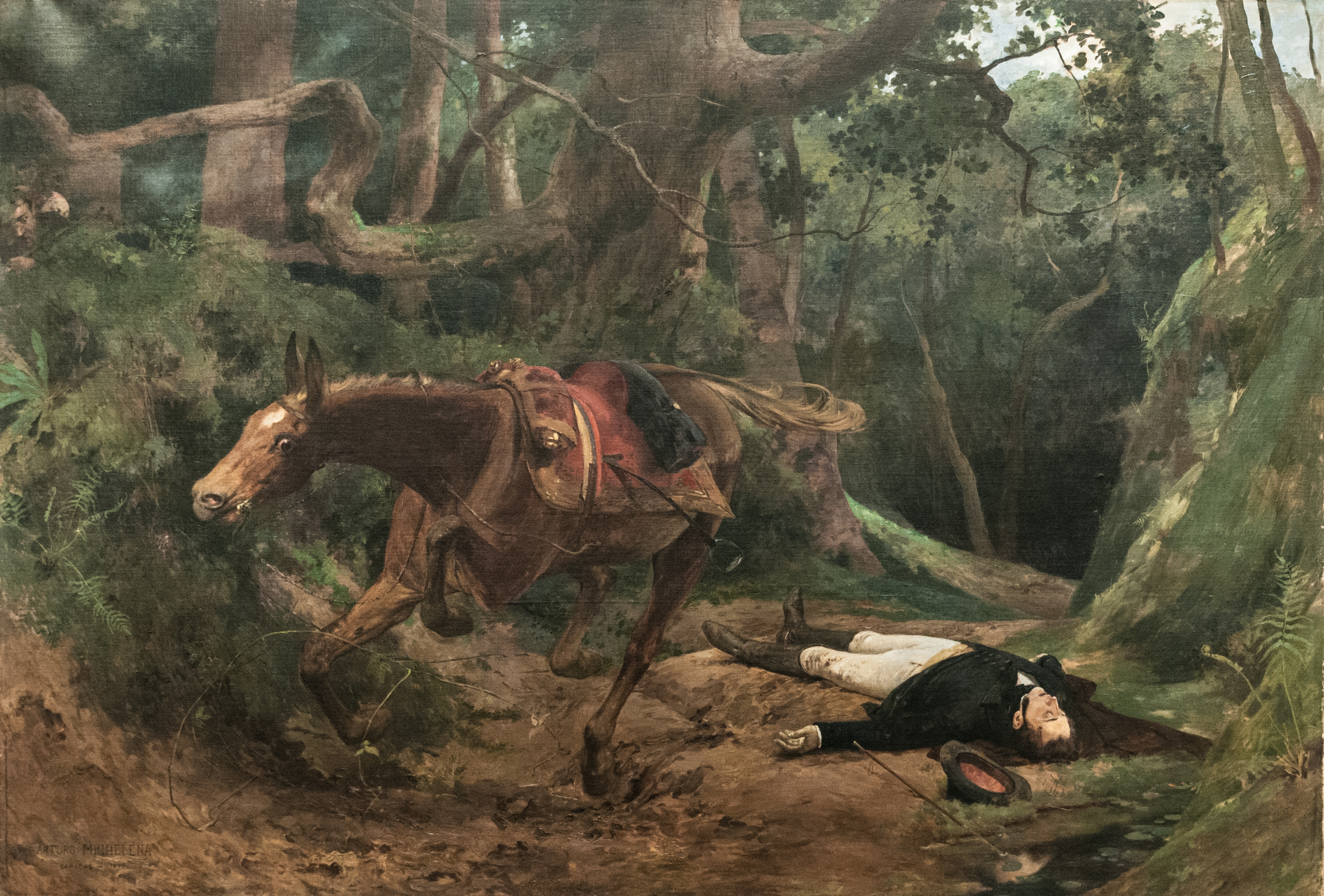
La Muerte de Sucre en Berruecos, 1895.
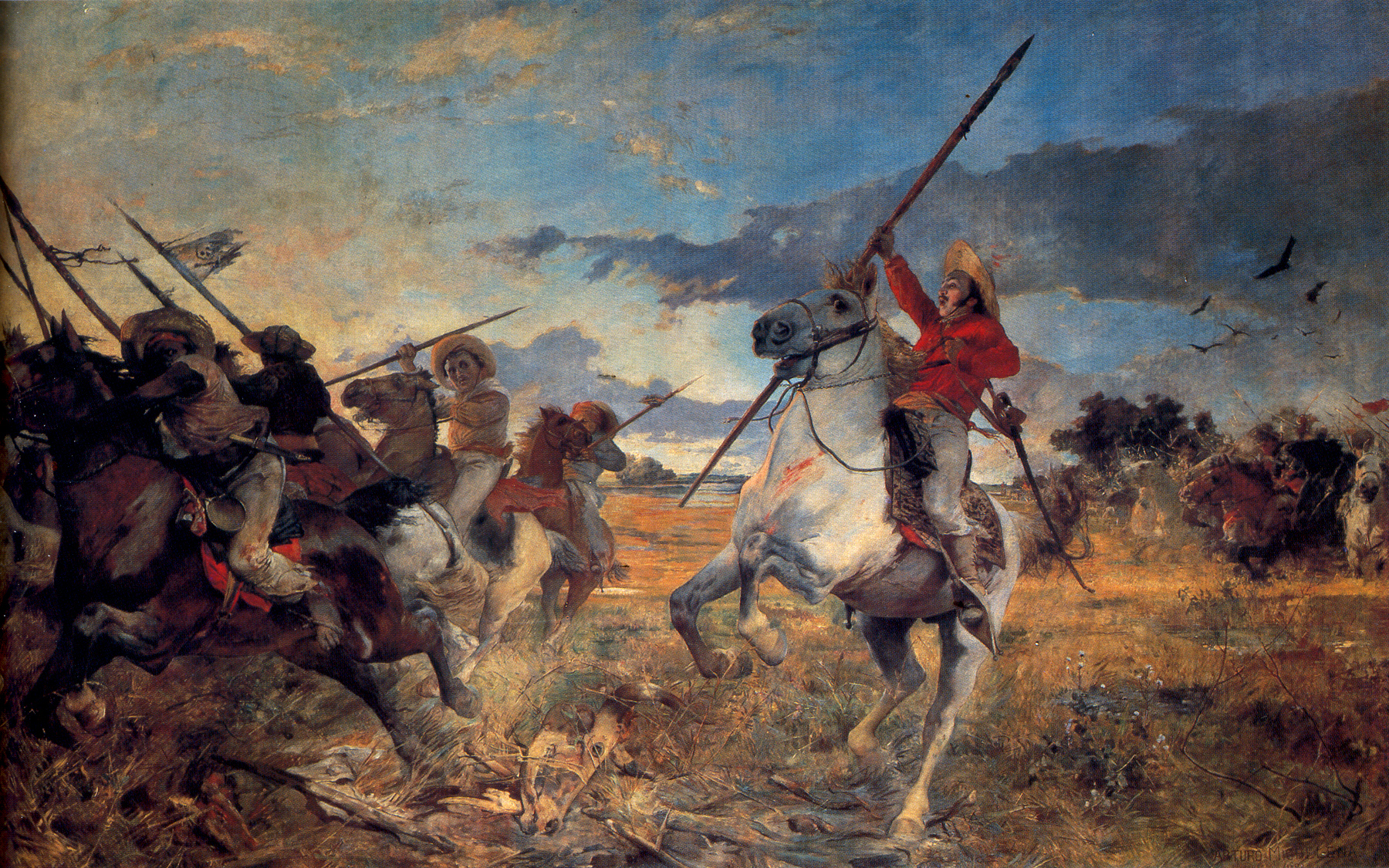
Vuelvan Caras, 1890.
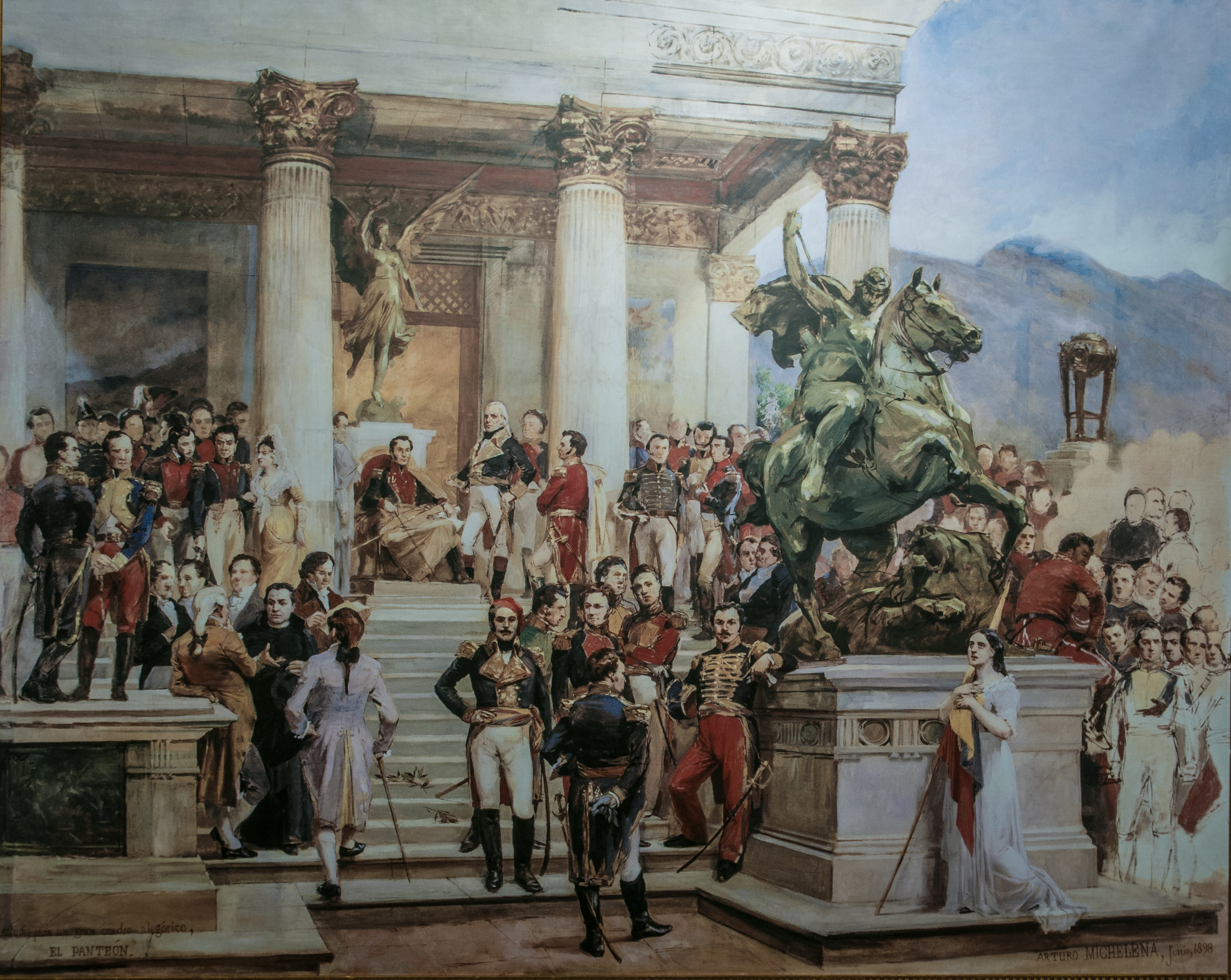
El panteón de los héroes, 1898.